# Гута-Зеленицька
Гута-Зеленицька (до 1939 — слобода, у 1941 — хутір) — село в Україні, у Барашівській сільській територіальній громаді Звягельського району Житомирської області. Населення становить 62 особи (2001).

## Історія
У 1906 році в селі мешкало 336 осіб, налічувалось 51 дворове господарство.
12 червня 2020 року, відповідно до розпорядження Кабінету Міністрів України № 711-р «Про визначення адміністративних центрів та затвердження територій територіальних громад Житомирської області», територію та населені пункти Зеленицької сільської ради включено до складу Барашівської сільської територіальної громади Новоград-Волинського (згодом — Звягельський) району Житомирської області.